# Jacques d'Allonville de Louville
Pour les articles homonymes, voir Allonville (homonymie).
Cet article possède un paronyme, voir Liouville.
Jacques-Eugène d'Allonville de Louville, né le 14 juillet 1671 au château de Louville en Beauce, aujourd'hui département d'Eure-et-Loir, et mort le 10 septembre 1732 (à 61 ans) à Saint-Jean-de-Braye, est un astronome et mathématicien français. On l'appelle habituellement le chevalier de Louville,.

## Biographie
Jacques est aussi le prénom de son père (1628–1707), seigneur de Louville. Sa mère (1646–1704) est née Vaultier de Moyencourt,.
Son frère aîné s'appelle Charles Auguste ; il est connu pour son rôle auprès de Philippe V, roi d'Espagne.

### Jeunesse
Étant le cadet, Jacques-Eugène d'Allonville est destiné à l'Église (les autres choix pour les puînés sont la carrière militaire, ou une autre voie qui ne porterait pas ombrage à l'aîné).
On connaît de sa jeunesse deux événements remarquables.
- « Quand il fut question de se tonsurer à sept ans, il attendit le jour de la cérémonie pour déclarer en quatre paroles, avec une fermeté froide, inébranlable et fort au-dessus de son âge, qu'il ne voulait point être ecclésiastique[7],[8]. »
- Il a douze ans quand lui tombent entre les mains les Éléments d'Euclide dans la traduction de Denis Henrion[9]. Il les lit sans guide[10] et cette lecture est marquante pour lui.

### Carrière militaire
Le chevalier de Louville devient d'abord cadet dans la Marine royale ; il est en 1692 à la bataille de la Hougue.
Il passe à l'armée de terre et est capitaine à la fin de 1700. Son frère aîné, Charles Auguste, qui a suivi Philippe V en Espagne, l'y fait venir ; il est nommé brigadier et ses services sont reconnus par une pension,.
De retour en France, il reprend le service. Le 10 mars 1706, il reçoit du roi une commission de colonel de dragons. Il est fait prisonnier en 1708 à la bataille d'Audenarde, et est libéré au bout de deux ans.
Devenu colonel des Dragons de la reine, pensionné par le roi, le chevalier de Louville voit dans la paix qui s'instaure une occasion de renouer avec l'astronomie.
Coupant les ponts avec l'armée et contre l'avis de ses proches, il remet son brevet d'officier et renonce à ses appointements.

### Carrière scientifique
Désormais son seul maître, Louville se consacre aux mathématiques, et principalement à l'astronomie.
Il va à Marseille en 1713 ou 1714, pour y prendre la hauteur du pôle, nécessaire pour lier exactement ses propres observations à celles — vieilles de 2 000 ans — de Pythéas, astronome et explorateur grec.
À Londres en 1715, où il est allé exprès pour observer l’éclipse totale de soleil, il assiste avec Edmond Halley à un phénomène remarquable : ils voient sur la surface entièrement obscure de la Lune des jets d'une lumière instantanée et passagère, qui ressemblent à des fulminations,,.
En 1717, il s'établit à Carré, à un quart de lieue d'Orléans. Comme il est membre de l'Académie des sciences depuis 1714, et que l'Académie a une obligation de résidence, la situation n'est pas tout à fait régulière ; mais Louville promet une communication par année, tiendra sa promesse, et observera le ciel à partir d'Orléans.

### Personnalité
Fontenelle, qui ne manque pas de faire le lien avec l'enfant refusant la tonsure, nous montre un homme indépendant d'esprit, ni misanthrope ni austère, mais avare de son temps : si on arrivait en avance pour dîner, on ne le dérangeait pas, on lisait un livre de sa bibliothèque, ou on faisait une promenade : 
« Il avait l'air d'un parfait stoïcien renfermé en lui-même, et ne tenant à rien d'extérieur ; bon ami cependant, officieux, généreux, mais sans ces aimables dehors qui souvent suppléent à l'essentiel, ou du moins le font extrêmement valoir. Il était fort taciturne, même quand il était question de mathématiques ; et s'il en parlait, ce n'était pas pour faire parade de son savoir, mais pour le communiquer à ceux qui l'en priaient sincèrement. Le savant qui ne parle que pour instruire les autres, et qu'autant qu'ils veulent être instruits, fait une grâce ; au lieu que lorsqu'il ne parle que pour étaler, on lui fait une grâce si on l'écoute. »
— Fontenelle

## Contributions

### Non-constance de l'obliquité de l'écliptique
Louville conclut des mesures prises lors de son séjour à Marseille, de celles que Pythéas a faites dans la même ville au IVe siècle av. J.-C. et de celles d'autres astronomes au fil des siècles que l'inclinaison de l'axe de la Terre n'est pas constante dans le temps, et qu'en fait elle diminue,. Voltaire se fait le témoin, après d'autres, de l'élargissement des échelles de temps donné par les travaux de Louville :
« Cet astronome en 1714 alla exprès à Marseille pour observer si l'obliquité de l'écliptique était encore telle qu'elle y avait été fixée par Pythéas environ 2 000 ans auparavant ; il la trouva moindre de vingt minutes, c'est-à-dire qu'en 2 000 ans, l'écliptique, selon lui, s'était approchée de l'équateur d'un tiers de degré […] Cela supposé, il est évident que la terre, outre les mouvements qu'on lui connaît, en aurait encore un qui la ferait tourner sur elle-même d'un pôle à l'autre. Il se trouverait que dans 23 000 ans le soleil serait pour la terre très longtemps dans l'équateur, et que dans une période d'environ 2 millions d'années tous les climats du monde auraient été tour à tour sous la zone torride et sous la zone glaciade [sic]. »
— Voltaire
La thèse de Louville, expliquée mathématiquement par Euler et aujourd'hui admise, a un écho considérable, mais elle ne va pas à son époque sans contestation. La Hire et Riccioli sont réticents. Aux observations grecques anciennes, à celles du monde arabo-musulman et aux observations occidentales on cherche à ajouter des observations de la Chine ancienne.

## Œuvres (sélection)

### Publications
- Observations sur l'obliquité de l'écliptique présentées à l'Académie, 1714, 1716, 1721
  - (la) « De mutabilitate eclipticae » (La variabilité de l'écliptique), dans Acta Eruditorum, Leipzig, 1719, p. 281Se termine par une table montrant l'obliquité de l'écliptique telle que calculée par divers astronomes au cours du temps[27].
- « Observation de l'éclipse d'Aldébaran par la Lune, faite à Orléans le 9 février 1718 au soir », dans HARS1718[3], 1741, p. 17
- « Construction et théorie des tables du soleil », dans HARS1720, 1722, p. 35–84« Il adopte les lois de Képler et celle de la pesanteur. Il ne donne à l'apogée du Soleil d'autre mouvement que celui de précession. Pour déterminer l'apogée et l'excentricité, il emploie d'abord l'hypothèse de l'excentrique comme approximation, et dans cette vue il suppose que l'on ait observé deux équinoxes consécutifs, l'un de printemps et l'autre d'automne, et qu'on ait en outre une troisième longitude observée du Soleil. Sa méthode est assez simple, mais il la présente d'une manière longue et obscure. » (Delambre ; Delambre offre une version simplifiée des calculs)
- « Observation des hauteurs méridiennes du Soleil au solstice d'été de cette année 1721 », dans HARS1721, 1723, p. 167
- « Description d'un nouvel instrument astronomique pour observer facilement et exactement les ascensions droites des astres », dans HARS1719, p. 188
- « Éclaircissement sur une difficulté de statique proposée à l'Académie », dans HARS1722, 1724, p. 128
- « Nouvelle méthode de calculer les éclipses géométriquement et sans tables de sinus », dans HARS1724, 1726, p. 63
- « Observation du diamètre du Soleil en apogée, faite en 1724 », dans HARS1724, 1726, p. 326
- « Méthode exacte pour déterminer par le calcul la grandeur d'une éclipse de soleil dans un temps donné », dans HARS1724, 1726, p. 182
- « Observation exacte du diamètre du Soleil en périgée », dans HARS1724, 1726
- Remarques sur la question des forces vives, 1721-1728
- Articles contre les opinions du P. Castel, jésuite, dans le Mercure de France, 1720
- « Observation de l'Éclipse de Lune, du 13 février 1729, qui a été totale avec demeure. À Carré près d'Orléans », dans HARS1729, 1731, p. 12
- « Sur la théorie des mouvements variés, c'est-à-dire, qui sont continuellement accélérés, ou continuellement retardés ; avec la manière d'estimer la force des corps en mouvement », dans HARS1729, 1731, p. 154

#### Listes de publications
- Liste de publications, dans Table générale des matières : contenues dans Le journal des savants de l'édition de Paris, t. 6 (IL-MA), 1756, p. 456
- « Mémoires imprimés — 1711–1720 », dans Table alphabétique des matières contenues dans l'Histoire et les Mémoires de l'Académie royale des sciences, t. 3, p. 199

### Manuscrits
- Traces manuscrites des communications du chevalier de Louville à la Royal Society
- Nombreux registres, à l'observatoire de Paris, contenant ses observations à Carré[28]

### Instruments
- Les astronomes valaient souvent alors ce que valaient leurs instruments ; Fontenelle écrit de Louville : « Il faisait de ses propres mains dans ses instruments astronomiques tout ce qu'il y avait de plus fin et de plus difficile, tout ce que les plus habiles ouvriers n'osent faire dans la dernière perfection[18] ». Plusieurs des avancées de Louville s'expliquent par la précision de ses instruments[29]. Il est d'ailleurs bien conscient que c'est sur ce terrain que se joue la question de la valeur des observations ; concluant la communication de son invention où le micromètre d'Adrien Auzout et de Jean Picard est appliqué à la lunette, il dit qu'il a fait cette communication entre autres : « pour faire voir quelle précision on doit attendre de [s]es observations[30] » :
  - « Application du micromètre à la lunette du quart de cercle astronomique, ce qui donne le moyen d'y faire une division d'une nouvelle espèce, beaucoup plus précise et plus facile que la division ordinaire », dans HARS1714, p. 65[31].
- Louville met dans son jardin à Carré une lunette fixée à un mât : « Je me suis servi, quand je l'ai pu, d'une lunette de 23 pieds de foyer, dont le tuyau est de la longueur du foyer de l'objectif, mais quand le vent m'a empêché de me servir de cette lunette, j'ai employé une lunette de 7 pieds, armée d'un micromètre, que je posais sur la traverse d'une fenêtre de ma chambre, ayant attention que le fil vertical fût exactement dans le plan du méridien[32]. »
- La table qu'il a construite de l'inclinaison de l'axe de la Terre suivant les siècles suppose de la confiance dans l'exactitude des mesures des prédécesseurs[27] qu'il cite.

## Distinctions et éponymie
- Membre de l'Académie des sciences, 1714[33].
- Fellow de la Royal Society, 1715 (sur proposition de Newton)[33].
- À sa mort, Fontenelle a écrit son éloge.
- Voltaire le voit comme « distingué parmi la foule de ceux qui ont fait honneur au siècle de Louis XIV[34] ».
- Louville, cratère lunaire, porte son nom[35].